# Massacres de Barouda
Les massacres de Barouda ont lieu pendant la guerre civile syrienne. Les 4 et 5 août 2013, au cours d'une offensive lancée sur la ville de Barouda, dans le gouvernorat de Lattaquié, les rebelles massacrent au moins 67 civils alaouites dans une dizaine de villages.

## Déroulement

Carte de l'offensive des djihadistes et des rebelles, lancée du 4 au 18 août.

Le massacre est commis dès le premier jour d'une offensive militaire lancée par les groupes rebelles dans le gouvernorat de Lattaquié. L'offensive est lancée à l'aube du 4 août, premier jour de la fête musulmane de l'Eid al-Fitr, qui marque la fin du Ramadan. Les rebelles et les djihadistes enfoncent les positions loyalistes à Sheikh Nabhan et pénètrent dans plus de dix villages majoritairement alaouites ;  Barouda, Nbeiteh, al-Hamboushieh, Blouta, Abu Makkeh, Beyt Shakouhi, Aramo, Bremseh, Esterbeh, Obeen et Kharata. Puis les jours suivants Qal’ah, Talla et Kafraya sont également envahis. Les assaillants ouvrent alors le feu sans discernement sur les habitants qui prennent aussitôt la fuite. De nombreuses victimes sont tuées par balles, certains corps sont retrouvés décapités ou calcinés, des familles entières ont été exécutées. Le 5 août, les loyalistes lancent une contre-offensive et le 18, la région de Barouda est entièrement reconquise.
Selon l'enquête de Human Rights Watch, au moins 20 groupes armés ont participé à l'offensive. L'ONG indique ne pas pouvoir établir si toutes ces factions sont impliqués dans les massacres mais indique que « cinq groupes qui ont agi en tant que principaux fournisseurs de financement, organisateurs et exécuteurs des attaques étaient sans aucun doute présents dès le début de l'opération le 4 août » : l'État islamique en Irak et au Levant, le Front al-Nosra, Jaych al-Mouhajirine wal-Ansar, Ahrar al-Cham et Suquor al-Izz (en),.

## Bilan
Selon Human Rights Watch, ces tueries sont assimilables à des crimes de guerre et des crimes contre l'humanité. Au moins 190 civils sont morts pendant l'offensive, dont 57 femmes et 18 enfants. Parmi ces derniers au moins 67 ont été exécutés, pour les autres victimes, les circonstances de leur mort n'ont pas été déterminées,.
Selon Joe Stork, directeur par intérim de la division Moyen-Orient à HRW : « Ces exactions ne sont pas le fait de quelques combattants incontrôlés. Cette opération a consisté en une attaque planifiée et coordonnée contre la population civile de ces villages alaouites ».
Le 14 octobre 2013, date de la publication de son rapport, Human Rights Watch affirme que 200 personnes, en grande majorité des femmes et des enfants, sont toujours détenues en otages par deux groupes armés : l'État islamique en Irak et au Levant et Jaych al-Mouhajirine wal-Ansar,.

## Vidéographie
- [vidéo] « Syrie : Crimes de guerre commis par les rebelles à Lattaquié », Human Right Watch